# Matsuzaka Tori
Matsuzaka Tori (松坂桃李 Tùng Phản Đào Lý) là một nam diễn viên, người mẫu Nhật Bản. Anh tốt nghiệp trường đào tạo nghệ sĩ 『Artist★Artist』 khóa 8. Vai diễn đầu tiên của anh là Shiba Takeru/ShinkenRed trong Samurai Sentai Shinkenger.

## Sự nghiệp
Năm 2008, anh được một người bạn mời tham gia ứng tuyển. Anh giành được giải quán quân tại cuộc thi "Challenge FB Model 2008 Audition" và bắt đầu hoạt động nghệ thuật với tư cách người mẫu độc quyền cho Fashion Magazine 『FINEBOYS』.
Năm 2009, Tori ra mắt với tư cách là một diễn viên khi anh được chọn vào vai Shiba Takeru/Shinken Red trong Samurai Sentai Shinkenger. Từ tháng 4 năm 2010 đến tháng 3 năm 2011 tham gia variety show 『Rock You』. Chính Shiba Takeru đã đem lại cho anh rất nhiều cơ hội trên con đường diễn viên.
Bộ phim "Life Back Then" và "We Can't Change The World But, We Wanna Build a School in Cambodia" phát hành năm 2011 giúp anh giành được giải thưởng nam diễn viên mới xuất sắc của <Liên hoan phim Yokohoma> lần thứ 33.
Năm 2012, lần đầu tiên anh xuất hiện trong bộ phim truyền hình dài kỳ "Umechan Sensei" của đài NHK. Trong bộ phim "Until The Break Of Dawn" được phát hành cùng năm, anh đã giành được giải thưởng nam diễn viên mới của <25th Nikkan Sports Film Award>, <Giải Viện Hàn lâm Nhật Bản> lần thứ 22 và nam diễn viên chính xuất sắc nhất của giải <Giải phê bình điện ảnh Nhật Bản>
Năm 2014, Tori xuất hiện lần đầu tiên trong một bộ phim Taiga với vai Nagamasa Kuroda trong "Gunshi Kanbei" của đài NHK.
Vào ngày 10 tháng 12 năm 2020, anh kết hôn với nữ diễn viên Toda Erika.

## Đời tư
- Matsuzaka Tori sinh và lớn lên trong một gia đình với một chị gái và một em gái. Tên của anh được đặt theo ngạn ngữ trong cuốn Sử ký của sử gia nổi tiếng của Trung quốc Tư Mã Thiên Đào lý Bất ngôn, hạ tự thành hề với ý nghĩa là muốn anh trở thành người được người khác tín nhiệm.
- Anh có ít bạn bè và từng tiết lộ anh có thể đi xem phim, hát karaoke hoặc ăn Yakiniku một mình.
- Anh bắt đầu hoạt động nghệ thuật khi đang học đại học, sau đó Tori quyết định bỏ học để tiếp tục diễn xuất bất chấp sự phản đối của cha mẹ. Sau đó, anh từng nói rằng đây là "quyết định lớn nhất trong cuộc đời mình" nhưng anh không hề hối tiếc. Những diễn viên lý tưởng của anh là Shinichi Tsutsumi, Abe Hiroshi, Toshiyuki Nishida.
- Là một fan hâm mộ lớn của "One Piece", anh ấy cũng nhận được chữ ký từ tác giả gốc Oda. Tori cũng thích "Slam Dunk", bị ảnh hưởng bởi nó và tham gia câu lạc bộ bóng rổ ở trường trung học cơ sở. Ngoài ra, anh cũng là fan hâm mộ lớn của Bump of Chicken và xuất hiện với tư cách là diễn viên lồng tiếng trong bộ phim tài liệu <Bump of chicken "Willpolis 2014">. Thức ăn yêu thích của anh là cá ngừ và cơm chiên trứng. Có một mối quan tâm mạnh mẽ đến các sinh vật không xác định và UFO.
- Anh ấy thích "Yu-Gi-Oh!" và bắt đầu chơi "Yu-Gi-Oh! Trading Card Game", sau đó anh ấy chơi "Yu-Gi-Oh! Duel Links" và xếp hạng cao nhất trong trờ chơi cho đến khi anh nhận được danh hiệu Duel King.
- Blog chính thức "M-Story" được mở từ ngày 30 tháng 1 năm 2009, nhưng đã đóng cửa vào ngày 17 tháng 10 năm 2013 nhân dịp sinh nhật thứ 25 của mình. Sau đó, anh lập nick Twitter từ ngày 6 tháng 9 năm 2015.
- Chính thức lập nick Instagram vào ngày 24 tháng 2 năm 2024.

## Danh sách phim

### Phim điện ảnh
| Năm  | Tên Tiếng Anh                                                        | Tên phim                                    | Vai diễn                   | Ghi chú    |
| ---- | -------------------------------------------------------------------- | ------------------------------------------- | -------------------------- | ---------- |
| 2025 | Frontline                                                            | Frontline                                   | Nobutaka Tatematsu         | Vai chính  |
| 2025 | Our Eternal Song                                                     | Chichi to Boku no Owaranai Uta              | Yuta Mamiya                | Vai chính  |
| 2025 | Snow Flower                                                          | Yuki no Hana                                | Ryosaku Kasahara           | Vai chính  |
| 2024 | All About Suomi                                                      | Suomi no Hanashi wo Shiyou                  | Zaemon Tokachi             |            |
| 2023 | We're Millennials Got a Problem?: International                      | Yutori Desu ga Nani ka: International       | Kazutoyo Yamaji            | Vai chính  |
| 2022 | Fragments of the Last Will                                           | Lageri yori Ai wo Komete                    | Kenzo Matsuda              |            |
| 2022 | Whisper of the Heart                                                 | Mimi o Sumaseba                             | Seiji Amasawa              | Vai chính  |
| 2022 | The Wandering Moon / Wandering                                       | Rurou no Tsuki                              | Fumi Saeki                 | Vai chính  |
| 2021 | Blank                                                                | Kuhaku                                      | Naoto Aoyagi               | Vai chính  |
| 2021 | Last of the Wolves                                                   | Korou no Chi Level 2                        | Shuichi Hioka              | Vai chính  |
| 2021 | A Morning of Farewell                                                | Inochi no Teishajo                          | Seiji Noro                 |            |
| 2021 | In Those Days                                                        | Ano Koro                                    | Mikito Tsurugi             | Vai chính  |
| 2020 | The Promised Neverland                                               | Yakusoku no Neverland                       | Peter Ratri                |            |
| 2019 | Listen to the Universe                                               | Mitsubachi to Enrai                         | Akashi Takashima           | Vai chính  |
| 2019 | The Journalist                                                       | Shinbun Kisha                               | Takumi Sugihara            | Vai chính  |
| 2019 | Iwane: Sword of Serenity                                             | Inemuri Iwane                               | Iwane Sakazaki             | Vai chính  |
| 2018 | The Blood of Wolves                                                  | Korou no Chi                                | Shuichi Hioka              |            |
| 2018 | Call Boy                                                             | Shonen                                      | Ryo Morinaka               | Vai chính  |
| 2018 | Impossibility Defense                                                | Funohan                                     | Tadashi Usobuki            | Vai chính  |
| 2017 | Birds Without Names                                                  | Kanojo ga Sono Mei wo Shiranai Toritachi    | Makoto Mizushima           |            |
| 2017 | Yurigokoro                                                           | Yurigokoro                                  | Ryosuke                    | Vai chính  |
| 2017 | Kiseki: Sobito of That Day                                           | Kiseki Ano Hi no Sobito                     | Jin                        | Vai chính  |
| 2016 | Death Note: Light Up The New World                                   | Desu Noto Light up the New World            | Bepo                       | Lồng tiếng |
| 2016 | Her Love Boils Bathwater                                             | Yu o Wakasu Hodo no Atsui Ai                | Takumi Mukai               |            |
| 2016 | Sanada 10 Braves                                                     | Sanada Juyushi                              | Saizo Kirigakure           | Vai chính  |
| 2016 | Himitsu The Top Secret                                               | The Top Secret: Murder in Mind              | Katsuhiro Suzuki           |            |
| 2016 | A Living Promise                                                     | Jinsei no Yakusoku                          | Takuya Sawai               |            |
| 2015 | Mozu The Movie                                                       | Gekijoban Mozu                              | Gondo                      |            |
| 2015 | Library Wars: The Last Mission                                       | Toshokan Senso-The Last Mission             | Satoshi Tezuka             |            |
| 2015 | Piece of Cake                                                        | Pisu Obu Keiku                              | Ten chan                   |            |
| 2015 | The Emperor in August                                                | Nihon no Ichiban Nagai hi                   | Kenji Hatanaka             |            |
| 2015 | April Fools                                                          | Eipuriru Furuzu                             | Wataru Makino              |            |
| 2015 | Maestro!                                                             | Maesutoro                                   | Shinichi Kousaka           | Vai chính  |
| 2014 | Bump of chicken "Willpolis 2014"                                     |                                             | Mori                       | Lồng tiếng |
| 2014 | All-Round Appraiser Q: The Eyes of Mona Lisa                         | Bannou Kanteishi Q Monariza no Hitomi       | Yuto Ogasawara             | Vai chính  |
| 2014 | Team Batista The Movie: The Portrait of Kerberos                     | Chimu Bachisuta Final Keruberosu no Shozo   | Hideki Takizawa            |            |
| 2013 | Fu-Zoku Changed My Life                                              | Fuzoku Ittara Jinsei Kawatta www            | Shinsaku                   |            |
| 2013 | Gatchaman                                                            | Gatchaman                                   | Ken Washio                 | Vai chính  |
| 2012 | Love for Beginners                                                   | Kyo, Koi wo Hajimemasu                      | Kyota Tsubaki              | Vai chính  |
| 2012 | Until The Break Of Dawn                                              | Tsunagu                                     | Ayumi Shibuya              | Vai chính  |
| 2012 | The King and I                                                       | Osama to Boku                               | Mikihiko                   | Vai chính  |
| 2012 | Detective Conan: Shinichi Kudo and the Kyoto Shinsengumi Murder Case |                                             | Heiji Hattori              |            |
| 2012 | Good Coming -Toru and Neco, Sometimes Cat                            | Guddo Kamingu Tooru to Neko, Tamani Neko    | Tooru                      | Vai chính  |
| 2012 | The Wings of the Kirin                                               | Kirin no Tsubasa: Gekijoban Shinzanmono     | Yuto Aoyagi                |            |
| 2011 | Life Back Then                                                       | Antoki no Inochi                            | Shintaro Matsui            |            |
| 2011 | We Can't Change The World But, We Wanna Build a School in Cambodia   | Bokutachi wa Sekai wo Kaeru Koto ga Dekinai | Mitsuru Honda              | Vai chính  |
| 2011 | Tensou Sentai Goseiger vs. Shinkenger: Epic on Ginmaku               |                                             | Takeru Shiba / Shinken Red | Vai chính  |
| 2011 | Samurai Sentai Shinkenger vs. Go-onger: GinmakuBang!!                |                                             | Takeru Shiba / Shinken Red | Vai chính  |
| 2009 | Samurai Sentai Shinkenger: The Fateful War                           |                                             | Takeru Shiba / Shinken Red | Vai chính  |

### Phim truyền hình
| Năm  | Tên tiếng Anh                                                                           | Tên phim                                               | Vai diễn                   | Ghi chú                |
| ---- | --------------------------------------------------------------------------------------- | ------------------------------------------------------ | -------------------------- | ---------------------- |
| 2027 |                                                                                         | Gyakuzoku no Bakushin                                  | Oguri Tadamasa             | Vai chính (Phim Taiga) |
| 2025 | Mikami Sensei                                                                           | Mikami Sensei                                          | Takashi Mikami             | Vai chính              |
| 2025 | Slow Train                                                                              | Surou Torein                                           | Shibuya Ushio              | Vai chính              |
| 2023 | VIVANT                                                                                  | VIVANT                                                 | Kurosu Shun                |                        |
| 2023 | Rebooting / Brush Up Life                                                               | Burasshu Appu Raifu                                    | Tanabe Masaru              |                        |
| 2023 | Let's Get Divorced                                                                      | Rikon Shiyou Yo                                        | Shoji Taishi               | Vai chính              |
| 2021 |                                                                                         | SEIKA no Sora ( phần ngoại truyện )                    | Nozomu Momochi             | Vai chính              |
| 2021 | If I'd Kissed Her                                                                       | Ano Toki Kiss Shite Okeba                              | Nozomu Momochi             | Vai chính              |
| 2021 | How to be Likable in a Crisis                                                           | Ima Koko ni aru Kiki to Boku no Kakando ni Tsuite      | Makoto Kanzaki             | Vai chính              |
| 2020 |                                                                                         | 4-tsu no Fushigi na Story                              | Kishimoto Hiroki           |                        |
| 2020 | The Smiling Person                                                                      | Hohoemu Hito                                           | Toshimi Nito               | Vai chính              |
| 2019 | Idaten: The Epic Marathon to Tokyo                                                      | Idaten: Tokyo Orinpikku-banashi                        | Yukiaki Iwata              |                        |
| 2019 | Perfect World                                                                           | Pafekuto Warudo                                        | Itsuki Ayukawa             | Vai chính              |
| 2018 | In This Corner of the World                                                             | Kono Sekai no Katasumi ni                              | Shusaku Hojo               | Vai chính              |
| 2017 |                                                                                         | Warotenka                                              | Tokichi Kitamura           |                        |
| 2017 | Impossibility Defense                                                                   | Funohan                                                | Tadashi Usobuki            | Vai chính              |
| 2017 | We're Millennials Got a Problem? SP                                                     | Yutori Desu ga Nani ka Junmai Ginjo Junjo hen          | Kazutoyo Yamaji            |                        |
| 2016 | We're Millennials Got a Problem?                                                        | Yutori Desu ga Nani ka                                 | Kazutoyo Yamaji            |                        |
| 2015 | Virtual Detective Tabito Higurashi                                                      | Shikaku Tantei Higurashi Tabito                        | Tabito Higurashi           | Vai chính              |
| 2015 | Siren ~ Keiji x Kanojo x Kanzen Akujo                                                   |                                                        | Shinobu Satomi             | Vai chính              |
| 2014 | Strategist Kanbe                                                                        | Gunshi Kanbee                                          | Nagamasa Kuroda            |                        |
| 2014 | The Reason I, Who Am Totally Blind, Became A Lawyer                                     | Zenmo no Boku ga Bengoshi ni Natta Riyu                | Kensuke Okouchi            | Vai chính              |
| 2013 | Dandarin Rules                                                                          | Dandarin Rodo Kijun Kantokukan                         | Kazunari Minamisanjo       |                        |
| 2013 |                                                                                         | Hana no Kusari                                         | Kouichi Kitagami           |                        |
| 2013 | Take Five: Should we steal for Love?                                                    |                                                        | Haruto Niimi               | Vai chính              |
| 2013 |                                                                                         | Yo nimo Kimyou na Monogatari: 2013 Fall Special (2013) | Tooyama Satoshi            | Vai chính              |
| 2013 | Chicken Race                                                                            |                                                        | Iguchi Hiroki              | Vai chính              |
| 2013 |                                                                                         | リバース〜警視庁捜査一課チームZ〜                      | Toru Egami                 | Vai chính              |
| 2012 | Dr. Ume-chan                                                                            | Umechan Sensei                                         | Kokichi Yasuoka            |                        |
| 2011 | Brilliant Thieves Royale                                                                | Kaito Royale                                           | Rei Kamimura               | Vai chính              |
| 2011 | Detective Conan: Kudo Shinichi e no Chousenjou                                          |                                                        | Heiji Hattori              | Tập 9                  |
| 2011 | Asuko March!                                                                            |                                                        | Yujin Yokoyama             | Vai chính              |
| 2010 | Clone Baby                                                                              | Kuron Beibi                                            | Hiro Kikuchi               | Vai chính              |
| 2010 | Gold                                                                                    |                                                        | Kou Saotome                |                        |
| 2010 |                                                                                         | Team Batista 2: General Rouge no Gaisen                | Hideki Takizawa            |                        |
| 2009 | Kamen Rider Decade                                                                      |                                                        | Takeru Shiba / Shinken Red | Tập 24,25              |
| 2009 | Samurai Sentai Shinkenger: The Light Samurai's Surprise Transformation ( tập đặc biệt ) |                                                        | Takeru Shiba / Shinken Red | Vai chính              |
| 2009 | Samurai Sentai Shinkenger                                                               |                                                        | Takeru Shiba / Shinken Red | Vai chính              |

### Chương trình "Gekkan Matsuzaka Tori"
"Gekkan Matsuzaka Tori" gồm 3 tác phẩm được chiếu từ dài khoảng 45 phút phát sóng trên WOWOW. Được dựa trên những ý tưởng ban đầu mà anh đã ấp ủ nhiều năm, chính Tori sẽ tham gia bộ phim với 3 đạo diễn khác nhau Matsui Daigo, Okita Shuichi, Saito Takumi. Ngoài ra, còn giới thiệu hậu trường của cả 3 tác phẩm cũng như các cuộc phỏng vấn. Video là một bộ phim truyền hình theo phong cách tài liệu (mô phỏng).
1."Yoko★su★ka Tantei Jimusho" ( 20/10/2024) 
- Đạo diễn: Matsui Daigo

- Matsuzaka Tori vào vai thám tử Tatsuya đụng gì làm nấy.

2.Dandy boy (17/11/2024)
- Đạo diễn: Okita Shuichi

- Matsuzaka Tori vào vai Yoshio - một sinh viên đại học quyết định trở thành họa sĩ manga.

3.Nani mo Kikoenai (15/12/2024)
- Đạo diễn: Saito Takumi

- Matsuzaka thủ vai Ho-1 của AI

### Mobie Drama
- Death Game Park (BeeTV, 2010) vai Shodai Tokunaga: Thời lượng 24 tập x 5 phút, ngày 20/4/2010
- Unmei no hito (Hills Diet Short Movie, 2010) vai Hayase
- Megami no Itazura (BeeTV, 2011) vai Hideyuki / Takumi: Keita Drama, ngày 20/03/2011

### Lồng tiếng
| Năm  | Tiêu đề                            | Vai trò                | Ghi chú                                     |
| ---- | ---------------------------------- | ---------------------- | ------------------------------------------- |
| 2025 | Hyakuemu (100 Meters)              | Togashi                | Lồng tiếng                                  |
| 2025 | Paddington in Peru                 | Paddington             | Lồng tiếng Nhật                             |
| 2023 | Shin Kamen Rider Kakuwa Format Ban | K \| J                 | Lồng tiếng                                  |
| 2021 | Monster Hunter                     | Thợ săn                | Lồng tiếng Nhật                             |
| 2019 | Hello World                        | Katagaki Naomi/ Sensei | Phiên bản trưởng thành 10 năm sau của Naomi |
| 2018 | Paddington 2                       | Paddington             | Lồng tiếng Nhật                             |
| 2016 | Paddington                         | Paddington             | Lồng tiếng Nhật                             |
| 2014 | Nutcracker Fantasy                 | Franz/Fritz            | Phiên bản sửa lại                           |
| 2012 | .hack//The Movie                   | Kakeru Tanaka          |                                             |

### Kịch
| Năm  | Tiêu đề                       | Vai trò          | Ghi chú   |
| ---- | ----------------------------- | ---------------- | --------- |
| 2019 | Henry V                       | Henry V          | Vai chính |
| 2018 | McGawwan Trilogy              | Victor McGawwan  | Vai chính |
| 2016 | Call Boy                      | Ryo Morinaka     |           |
| 2014 | The History Boys              | Dakin            |           |
| 2014 | Sanada 10 Braves              | Kirigakure Saizo |           |
| 2013 | Henry IV                      | Hoàng tử Hal     |           |
| 2011 | Legend of the Galactic Heroes | Reinhardt        |           |

## Photobook
- First Photobook - Matsuzaka Tori (17/10/2009)
- Photobook 『Behind the scenes』 Bokutachi wa Sekai wo Kaeru koto ga dekinai
- Second Photobook - TAO 『Michi』 (25/10/2010)
- Mộng ảo - Matsuzaka Tori (01/04/2016)
- Mộng ảo - Matsuzaka Tori 2 (02/05/2018)
  - Xuất bản nhiều kỳ "Theatre Tori" thành sách
- Shinsaku Nagata × Matsuzaka Tori book 『Mellow Flame』(14/03/2022)

## Chương trình truyền hình
| Chương trình                                       | Tên tiếng Nhật                         | Ghi chú                              |
| -------------------------------------------------- | -------------------------------------- | ------------------------------------ |
| Odoru! Sanmagoden!!                                | 踊る!さんま御殿!!                      | Ngày 11/10/2022                      |
| Hitome de Wakaru!                                  | ひと目でわかる!                        | Ep 19                                |
| Atarashii Kagi                                     | 新しいカギ                             | Ep 27                                |
| Quiz! The Iwakan                                   | クイズ！THE違和感                      | Ngày 26/07/2021                      |
| Gaki no Tsukai No Laughing Batsu Game: Science Lab | ダウンタウンのガキの使いやあらへんで!! |                                      |
| Datsuryoku News Network                            | 全力!脱力タイムズ                      | Ep 111, 185                          |
| Sukatto Japan                                      | 痛快TV スカッとジャパン                | Ep 15, 32, 114                       |
| Sakurai Ariyoshi The Yakai                         | 櫻井・有吉THE夜会                      | Ep 34, 98, 165, 189, 215, 259        |
| Kisumai Busaiku!?                                  | キスマイBUSAIKU!?                      | Ngày 19/10/2015                      |
| Ningen Kansatsu Variety Monitoring                 | ニンゲン観察バラエティ モニタリング    | Ep 41, 102, 150, 157, 263            |
| Arashi ni Shiyagare                                | 嵐にしやがれ                           | Ep 213, 296, 340                     |
| Kokoro Yusabure! Senpai ROCK YOU                   | 心ゆさぶれ!先輩! ROCK YOU              | Thành viên chính thức đến 26/03/2011 |
| A-Studio+                                          | A-Studio+                              | Ep 178, 461                          |
| Shabekuri 007                                      | しゃべくり007                          | Ep 121, 160, 191, 270, 307           |
| Vs Arashi                                          | VS嵐                                   | Ep 226, 297, 364, 381, 425, 480      |
| Jounetsu Tairiku                                   | 情熱大陸                               | Ep 724 ( 28/10/2012 )                |
| Guru Guru Ninety Nine                              | ぐるぐるナインティナイン               | Season 13 ep 18                      |

## Giải thưởng
| Năm  | Giải                               | Hạng mục              | Tác phẩm                                                                                         | Kết quả   |
| ---- | ---------------------------------- | --------------------- | ------------------------------------------------------------------------------------------------ | --------- |
| 2023 | 46th Japan Academy Film Prize      | Best Actor            | Wandering                                                                                        | Đề cử     |
| 2022 | 35th Nikkan Sports Film Awards     | Best Actor            | Wandering and Whisper of the Heart                                                               | Đề cử     |
| 2022 | 14th TAMA Film Awards              | Best Actor            | Wandering                                                                                        | Đoạt giải |
| 2022 | 45th Japan Academy Film Prize      | Best Actor            | Last of the Wolves                                                                               | Đề cử     |
| 2022 | 64th Blue Ribbon Awards            | Best Actor            | Last of the Wolves, In Those Days                                                                | Đề cử     |
| 2022 | 43rd Yokohama Film Festival        | Best Actor            | Last of the Wolves, Blank, In Those Days                                                         | Đoạt giải |
| 2022 | 17th Osaka Cinema Festival         | Best Actor            | Blank                                                                                            | Đoạt giải |
| 2021 | 34th Nikkan Sports Film Awards     | Best Actor            | Last of the Wolves                                                                               | Đề cử     |
| 2021 | 46th Hochi Film Awards             | Best Actor            | Last of the Wolves, In Those Days                                                                | Đề cử     |
| 2021 | 46th Hochi Film Awards             | Best Supporting Actor | A Morning of Farewell, Intolerance                                                               | Đề cử     |
| 2020 | 43rd Japan Academy Film Prize      | Best Actor            | The Journalist                                                                                   | Đoạt giải |
| 2020 | 62nd Blue Ribbon Awards            | Best Actor            | The Journalist                                                                                   | Đề cử     |
| 2020 | 62nd Blue Ribbon Awards            | Best Supporting Actor | Listen to the Universe                                                                           | Đề cử     |
| 2020 | 39th Zenkoku Eiren Awards          | Best Actor            | The Journalist                                                                                   | Đoạt giải |
| 2019 | 32nd Nikkan Sports Film Awards     | Best Actor            | The Journalist                                                                                   | Đề cử     |
| 2019 | 32nd Nikkan Sports Film Awards     | Best Supporting Actor | Listen to the Universe                                                                           | Đề cử     |
| 2019 | 44th Hochi Film Awards             | Best Supporting Actor | Listen to the Universe                                                                           | Đề cử     |
| 2019 | 92nd Kinema Junpo                  | Best Supporting Actor | The Blood of Wolves                                                                              | Đoạt giải |
| 2019 | 14th Osaka Cinema Festival         | Best Supporting Actor | The Blood of Wolves                                                                              | Đoạt giải |
| 2019 | 28th Tokyo Sports Film Award       | Best Supporting Actor | The Blood of Wolves                                                                              | Đoạt giải |
| 2019 | 42nd Japan Academy Film Prize      | Best Supporting Actor | The Blood of Wolves                                                                              | Đoạt giải |
| 2019 | 73rd Mainichi Film Awards          | Best Supporting Actor | The Blood of Wolves                                                                              | Đề cử     |
| 2019 | 61st Blue Ribbon Awards            | Best Actor            | Call Boy                                                                                         | Đề cử     |
| 2019 | 61st Blue Ribbon Awards            | Best Supporting Actor | The Blood of Wolves                                                                              | Đoạt giải |
| 2019 | 40th Yokohama Film Festival        | Best Supporting Actor | The Blood of Wolves                                                                              | Đoạt giải |
| 2018 | 31st Nikkan Sports Film Award      | Best Supporting Actor | The Blood of Wolves                                                                              | Đoạt giải |
| 2018 | 31st Nikkan Sports Film Award      | Best Actor            | Impossibility Defense, Call Boy                                                                  | Đoạt giải |
| 2018 | 43rd Hochi Film Awards             | Best Actor            | Impossibility Defense, Call Boy                                                                  | Đề cử     |
| 2018 | 43rd Hochi Film Awards             | Best Supporting Actor | The Blood of Wolves                                                                              | Đề cử     |
| 2018 | 10th TAMA Film Awards              | Best Actor            | The Blood of Wolves, Call Boy, Impossibility Defense, Birds Without Names                        | Đoạt giải |
| 2018 | 60th Blue Ribbon Awards            | Best Supporting Actor | Birds Without Names                                                                              | Đề cử     |
| 2018 | 39th Yokohama Film Festival        | Best Supporting Actor | Birds Without Names                                                                              | Đoạt giải |
| 2017 | 30th Nikkan Sports Film Awards     | Best Supporting Actor | Birds Without Names                                                                              | Đề cử     |
| 2017 | 42nd Hochi Film Award              | Best Supporting Actor | Birds Without Names                                                                              | Đề cử     |
| 2016 | 41st Hochi Film Awards             | Best Supporting Actor | Her Love Boils Bathwater                                                                         | Đề cử     |
| 2016 | 11th Osaka Cinema Festival         | Best Supporting Actor | April Fools, Mozu The Movie, Piece of Cake, Library Wars:The Last Mission, The Emperor in August | Đoạt giải |
| 2016 | 58th Blue Ribbon Awards            | Best Supporting Actor | The Emperor in August                                                                            | Đề cử     |
| 2015 | 28th Nikkan Sports Film Awards     | Best Supporting Actor | The Emperor in August                                                                            | Đề cử     |
| 2015 | 40th Hochi Film Awards             | Best Supporting Actor | The Emperor in August                                                                            | Đề cử     |
| 2013 | 21st Hashida Awards                | Rookie Award          | Umechan Sensei                                                                                   | Đoạt giải |
| 2013 | 38th Elan d'or Awards              | Best New Actor        |                                                                                                  | Đoạt giải |
| 2013 | 36th Japan Academy Film Prize      | Best New Actor        | Until The Break Of Dawn, The Wings of the Kirin, Love for Beginners                              | Đoạt giải |
| 2012 | 22nd Japanese Movie Critics Awards | Best Actor            | Until The Break Of Dawn                                                                          | Đoạt giải |
| 2012 | 37th Hochi Film Awards             | Best Actor            | Until The Break Of Dawn                                                                          | Đề cử     |
| 2012 | 25th Nikkan Sports Film Award      | Best New Actor        | Until The Break Of Dawn, The Wings of the Kirin, Love for Beginners                              | Đoạt giải |
| 2012 | 85th Kinema Junpo                  | Best New Actor        | Life Back Then; We Can't Change The World But, We Wanna Build a School in Cambodia               | Đoạt giải |
| 2012 | 33rd Yokohama Film Festival        | Best New Actor        | Life Back Then; We Can't Change The World But, We Wanna Build a School in Cambodia               | Đoạt giải |